# Ладога (баскетбольный клуб)
«Ладога» — бывший российский женский баскетбольный клуб, выступавший с 2013 по 2017 года в «Суперлиге» российского первенства. Был создан при поддержке Комитета по физической культуре и спорту Санкт-Петербурга, учредителями которого являлись федерация баскетбола Санкт-Петербурга и НП «Глобальная Лига».

## История
После того, как в январе 2013 года женский баскетбольный клуб «Спартак» объявил о своём прекращении деятельности, в Санкт-Петербурге появился клуб «Ладога». Из-за небольшого бюджета команда набиралась в основном воспитанниками городских спортивных школ.
В первом своём сезоне «Ладога» заняла 8-е место из 10 команд «Суперлиги».
В сезоне 2014-2015 дошла до четвертьфинала розыгрыша Кубка России. Победитель регулярного Чемпионата России сезона 2014-2015 г.  4-е место по итогам плей-офф Чемпионата Росси (Суперлига).
С каждым сезоном клуб боролся с недостаточным финансированием, долги переходили из сезон в сезон, и в конечном итоге в 2017 году команда прекратила своё сосуществование.  

### Чемпионат и Кубок России
| Сезон   | Лига        | Место | Кубок             | Примечания             |
| ------- | ----------- | ----- | ----------------- | ---------------------- |
| 2013/14 | Суперлига   | 8     | гр.турнир(2-е м)* |                        |
| 2014/15 | Суперлига   | 4     | четвертьфинал     |                        |
| 2015/16 | Суперлига 1 | 10    | 1 раунд           | Вылетел из Суперлиги 1 |
| 2016/17 | Суперлига 2 | 6     | 1/8 финала        |                        |

* — пунктиром выделена статистика выступлений в Кубке В.Кузина (отборочный турнир к Кубку России)